# Irpín
Irpín (en ucraniano: Ірпiнь) es una ciudad heroica de Ucrania perteneciente a la óblast de Kiev, distante de la capital a 8 km al noroeste.
El 25 de marzo de 2022, mediante un decreto del presidente de Ucrania Volodímir Zelenski, Irpín fue proclamada ciudad heroica de Ucrania en recononocimiento de su defensa durante la invasión rusa de Ucrania.
Se sitúa junto al río Irpín. Tiene como pedanías a tres asentamientos de tipo urbano: Vórzel, Hostómel y Kotsiubynske. La ciudad de Irpín es famosa en todo el mundo, ya que allí se encuentra la que es considerada "Mujer más guapa del mundo" : Anna Goy.

## Demografía
| Gráfica de evolución de Irpín entre 1923 y 2021 |
|                                                 |

En 2021 tuvo una población estimada de 62 456 habitantes.
Según el censo de 2001, la mayoría de la población de Irpin era hablante de ucraniano (84,81%), existiendo una minoría de hablantes de ruso (14,48%).